# Yann LeCun
Yann LeCun, född 8 juli 1960 i Soisy-sous-Montmorency, Val-d'Oise, är en fransk datavetare verksam i USA. Han är idag professor vid New York Universitys Courant Institute of Mathematical Sciences och forskningsledare på Facebook. LeCun anses tillsammans med Geoffrey Hinton och Yoshua Bengio vara pionjär inom djupinlärning. Han vann tillsammans med Hinton och Bengio Turingpriset 2018.
LeCuns forskning har inriktats på maskininlärning, särskilt tillämpat på datorseende, mobila robotar och teoretisk neurovetenskap. Han är känd för sitt arbete med optisk teckenigenkänning och datorseende genom faltande neuronnät och han har definierat en särskild arkitektur (convolutional neural network(en), CNN) för att hantera att objekt i bilder identiska även om de förskjuts i bildplanet. Denna arkitektur har även visat sig mycket användbar för att hantera språkliga sekvenser och har legat till grund för många ytterligare algoritmer för sekvenshantering.